# NPC1L1
La NPC1L1 (acronimo di Niemann-Pick C1-Like 1) è un gene associato all'NPC1, la cui mutazione ha come risultato la malattia di Niemann-Pick di tipo C (NPC), caratterizzata dall'accumulo di colesterolo e lipidi nei lisosomi. NPC1L1 codifica per la proteina 1 di Niemann-Pick-C1-Like 1 che si trova sulle cellule epiteliali del tratto gastrointestinale  e negli epatociti e che svolge un ruolo critico nell'assorbimento del colesterolo.
Il farmaco ezetimibe blocca l'NPC1L1 causando una riduzione dell'assorbimento del colesterolo, con una riduzione nel sangue tra il 15-20%. Variazioni polimorfiche nel gene NPC1L1 potrebbero essere associate a mancata risposta al trattamento con ezetimibe.
È stato dimostrato che l'NPC1L1 è un recettore per l'ingresso del virus dell'epatite C nelle cellule, e quindi si ipotizza che l'ezetimibe possa essere utilizzato come terapia in questa patologia.

## Struttura
La proteina NPC1L1 è composta da 1332 aminoacidi e presenta il 42% di identità con NPC1 È una proteina transmembrana politopica ed è localizzata nella membrana plasmatica apicale degli enterociti e in quella canalicolare degli epatociti. In essa si riconoscono diversi domini: estremità N-terminale, 13 domini transmembrana, 6 anse o loop extracellulari (di cui due molto ampie) e una breve estremità C-terminale citoplasmatica. Nell'estremità N-terminale è situata la sequenza di legame per il colesterolo. I domini transmembrana 3-7 contengono una sequenza sensibile al colesterolo (sterol sensing domain o SSD) che consente alla proteina di rilevare e di rispondere alla concentrazione di colesterolo della membrana plasmatica.

## Funzioni
NPC1L1 è responsabile del 70% circa dell'assorbimento del colesterolo intestinale. Il colesterolo viene assorbito negli enterociti tramite l'endocitosi clatrina-dipendente del complesso NPC1L1-colesterolo. In seguito al legame con il colesterolo si verifica una variazione della conformazione della proteina che ne promuove l'endocitosi e il conseguente trasporto del colesterolo verso il compartimento di vescicole citoplasmatiche (endocytic recycling compartment o ERC). Al termine del processo NPC1L1 è di nuovo trasferita sulla membrana cellulare. 
In particolare è stato suggerito che, nella membrana plasmatica apicale degli enterociti, NPC1L1 promuove la creazione di microdomini arricchiti di NPC1L1-colesterolo-flotillina che vengono poi internalizzati: questi microdomini si arricchiscono progressivamente di colesterolo e si comportano da trasportatori (carrier) del colesterolo. L'endocitosi dei microdomini avviene grazie all'intervento del complesso clatrina-proteina adattatrice AP2. Contro questa ipotesi prevalente, uno studio ha però osservato che l'assorbimento del colesterolo mediato da NPC1L1 può avvenire anche indipendentemente dall'endocitosi, verificandosi anche quando tale processo venga inibito. Di conseguenza i precisi meccanismi molecolari che consentono l'assorbimento del colesterolo attendono un chiarimento definitivo.
Nell'uomo, ma non nel topo, NPC1L1 si rinviene anche nella membrana canalicolare degli epatociti, dove media il riassorbimento del colesterolo biliare. Entrambe queste funzioni sono inibite dal farmaco ipocolesterolemizzante ezetimibe. Il farmaco blocca l'endocitosi di NPC1L, probabilmente impedendo l'interazione tra NPC1L1 e flotillina.